# Graphium sarpedon

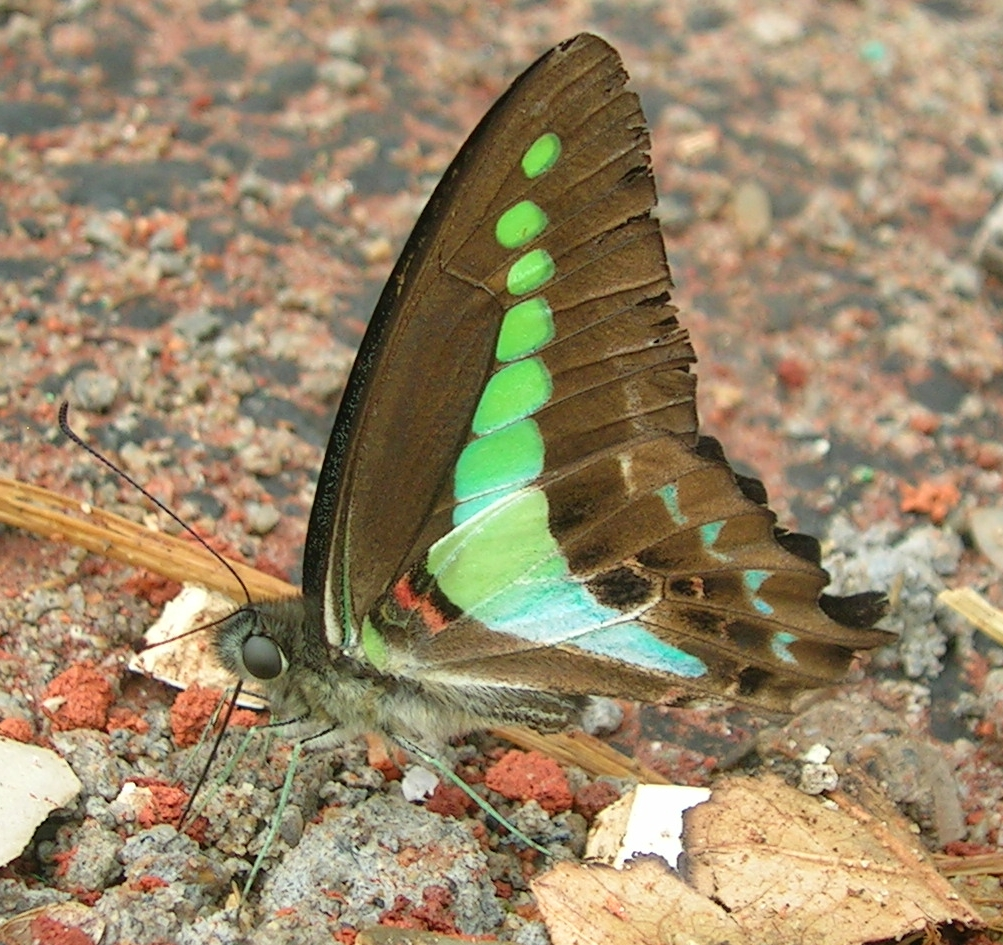
Нижняя сторона крыльев

Graphium sarpedon — дневная бабочка из рода Графиум, семейства Парусники.

## Описание
Размах крыльев 55—75 мм. Основной фон крыльев чёрный, по которому проходит ярко-голубая вертикальная полоса.

## Ареал
Распространён в Южной и Юго-Восточной Азии, включая Корею, Японию, Индию, Бирму, Таиланд, Филиппины, Индонезию, а также обитает в Австралии. Вид образует 15 подвидов.

## Местообитание

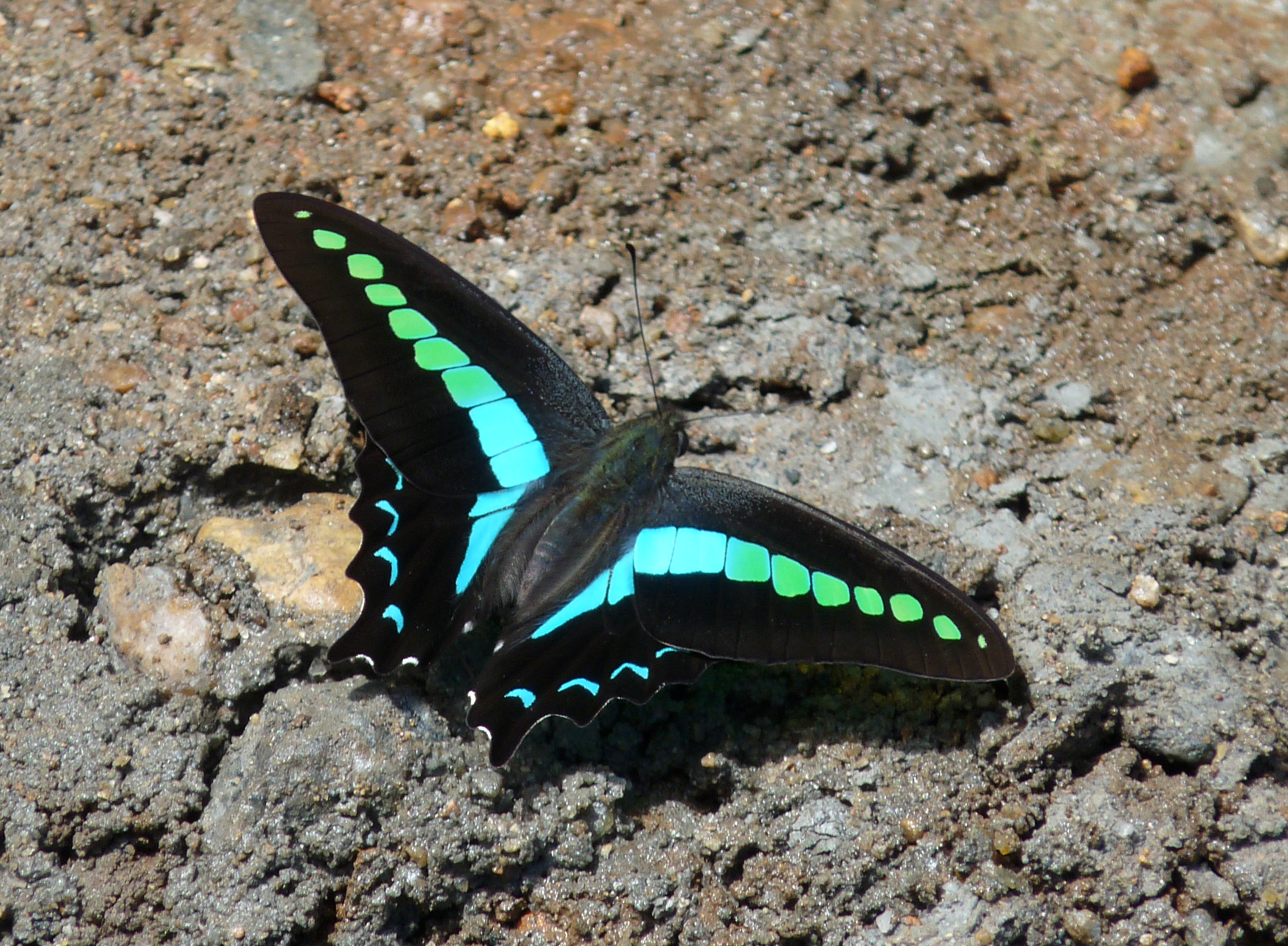

Населяет влажные, низкоуровневые тропические леса, в горах поднимается до высот 1600 метров над уровнем моря.

## Кормовые растения гусениц
Гусеницы питаются различными растениями из семейств: Lauraceae, Myrtaceae, Sapotaceae, Rutaceae. В Австралии гусеницы иногда наносят вред плантациям камфорных деревьев.

## Подвиды
Некоторые из подвидов:
- G. s. sarpedon (Индия и Шри-Ланка)
- G. s. teredon (Индия и Шри-Ланка)
- G. s. semifasciatus (Китай, Тайвань)
- G. s.connectens (Китай, Тайвань)
- G. s nipponum (Япония)
- G. s. messogis (Индонезия, Соломоновы острова, Новая Гвинея)
- G. s. choredon (Австралия)